# Aparat radzieckich organów bezpieczeństwa publicznego w PRL
Aparat radzieckich organów bezpieczeństwa publicznego w PRL – działająca w latach 1945–1971 w Polsce, struktura organizacyjna organów bezpieczeństwa państwowego ZSRR.
Organy bezpieczeństwa publicznego PRL znajdowały się pod całkowitą kontrolą NKWD. Po rozwiązaniu NKWD w 1946 roku znajdowały się pod wpływem MGB i ostatecznie od roku 1954 pod wpływem KGB.
Pierwszym głównym radzieckim doradcą przy MBP był twórca polskich i wschodnioniemieckich organów bezpieczeństwa,
- 6 marca – 27 kwietnia 1945 – komisarz Bezpieczeństwa Państwowego II rangi – a od 9 lipca 1945 gen. płk Iwan Sierow (Иван Александрович Серов), który zajmował oficjalnie stanowisko Doradcy NKWD ZSRR przy MBP Polski, kolejnym
- 27 kwietnia 1945 – 13 maja 1946[3] – gen. por. Nikołaj Sieliwanowski (Николай Николаевич Селивановский).

Od czasu opuszczenia stanowiska przez Sieliwanowskiego, jego obowiązki pełnił płk Dawydow. Było to związane z przemianami, zachodzącymi w radzieckich organach bezpieczeństwa. Wychodząc ze struktur wojennych, tworzyły one w krajach „demokracji ludowej” instytucje przynajmniej formalnie współdziałające, nie zaś kierujące narodowymi służbami odpowiedzialnymi za bezpieczeństwo państwa. Tak zwany „aparat doradcy MGB przy Ministerstwie Bezpieczeństwa Publicznego RP/PRL” (Аппарат советника МГБ при МОБ ПНР) został wydzielony z Ministerstwa Spraw Wewnętrznych ZSRR i przekazany do Polski 20 sierpnia 1946 zgodnie z postanowieniem Biura Politycznego Komitetu Centralnego WKP(b) Nr P59/39; na czele aparatu stali Starsi Doradcy:
- 1 października 1946[3] – 17 marca 1950 – płk Siemion Dawydow (Семен Прохорович Давыдов)
- 17 marca 1950 – marzec 1953[4] – płk Michaił Biezborodow (Михаил Сергеевич Безбородов)

W marcu 1953 wymienioną strukturę zastąpiono „aparatem starszego doradcy MGB przy Ministerstwie Bezpieczeństwa Publicznego Polski” (Аппарат старшего советника МГБ СССР при МОБ Польши); na jego czele stali Starsi Doradcy:
- marzec – 10 czerwca 1953 – płk Bezpieczeństwa Państwowego Michaił Biezborodow (Михаил Сергеевич Безбородов)
- 10 czerwca – 20 lipca 1953 – gen. por. Nikołaj Kowalczuk (Николай Кузьмич Ковальчук)
- 20 lipca 1953 – marzec 1954[5] – płk Bezpieczeństwa Państwowego Sierafim Lialin (Серафим Николаевич Лялин)

Struktura „aparatu starszego doradcy”, personel i jego rozmieszczenie zostały określone rozkazami Ministerstwa Spraw Wewnętrznych ZSRR Nr 00350 z 10 czerwca 1953 i Nr 00592 z 30 lipca 1953. Od 10 czerwca 1953 „aparat” posiadał 47 etatów, od 30 lipca 1953 – 51.
Oficjalny doradca NKWD został oddelegowany także do Ministerstwa Administracji Publicznej.
Kolejni doradcy to:
- wrzesień 1954 – kwiecień 1959 – płk Gieorgij Jewdokimienko (Георгий Степанович Евдокименко)
- sierpień 1962 – kwiecień 1968 – płk. Jelisiej Sinicyn (Синицын Елисей Тихонович)
- 1968–1971 [1973] – gen. mjr Jakow Skomorochin (Скоморохин Яков Павлович)

Aparat radzieckich organów bezpieczeństwa publicznego w PRL funkcjonował i w kolejnych latach, również po 1990, w latach 1971–1993 pod nazwą Grupy „Narew” KGB w Warszawie:
- gen. por. Witalij Pawłow (27 kwietnia 1973 – październik 1984);
- gen. mjr Wasilij Dożdaliew (1984 – 1985);
- gen. mjr Anatolij Kiriejew (1987 – 1990).

## Siedziba

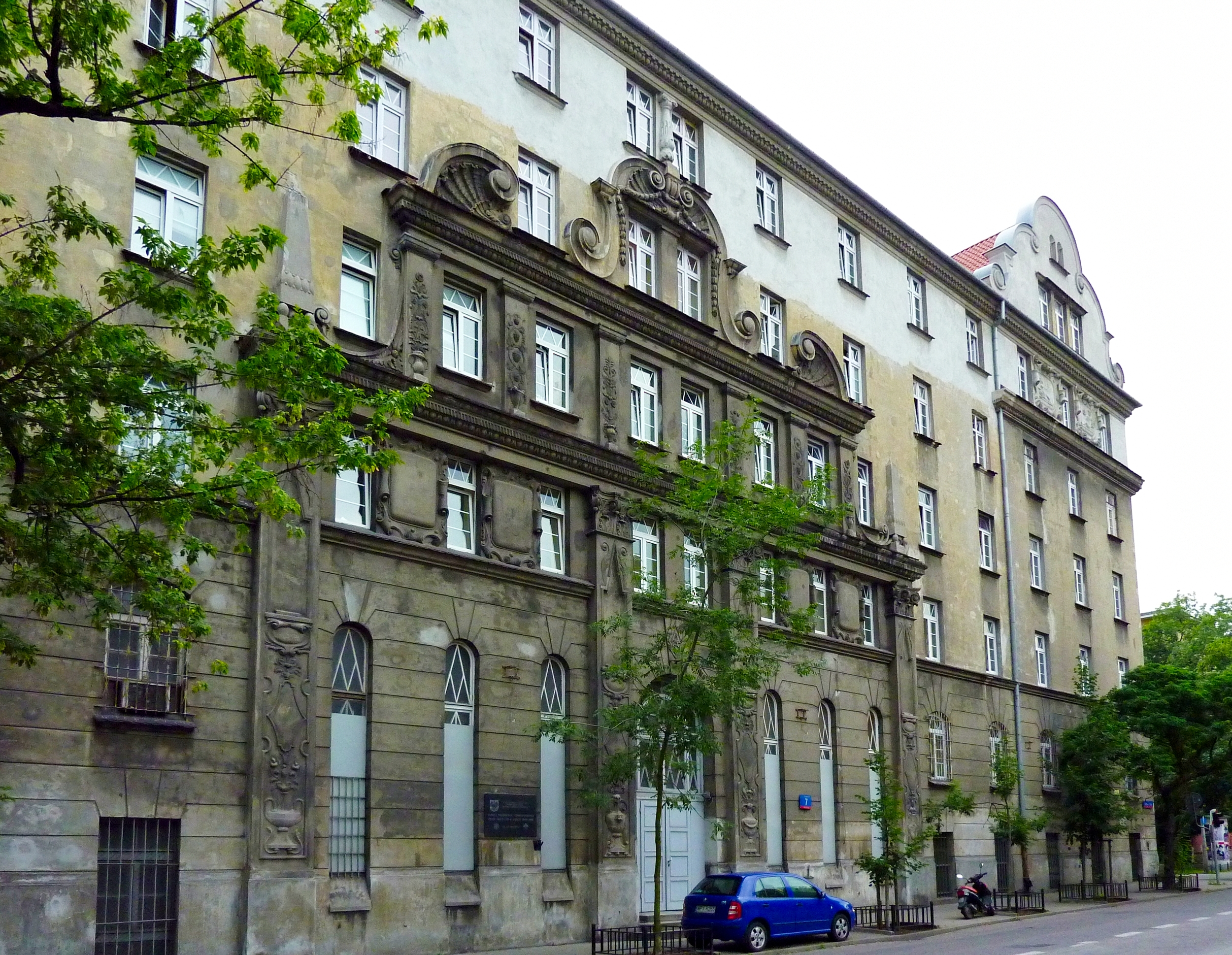
II siedziba NKWD w Warszawie przy ul. Sierakowskiego 7

- Pierwsza siedziba NKWD (w okresie 1944–1945), mieściła się w Warszawie, w kilku dotychczasowych obiektach mieszkalnych zlokalizowanych przy ul. Strzeleckiej, m.in. pion śledczy w budynku z końca lat 30. przy ul. Strzeleckiej 8 (wł. hr. Zbigniew Jórski), wcześniej adres ul. Środkowa 13, w której następnie zajmował pomieszczenia Wojewódzki Urząd Bezpieczeństwa Publicznego. Sztab NKWD ulokowano przy ul. Strzeleckiej 40, lokalną (wojewódzką) grupę operacyjną kontrwywiadu (płk. Michajłow) przy ul. Strzeleckiej 10[6].
- Druga siedziba (1945–1946) – w budynku d. Domu Akademickiego Studentów Żydów (wybudowanym w latach 1924–1926) przy ul. Sierakowskiego 7, w którym w latach 1941–1944 funkcjonował Szpital Praski, zaś po NKWD pomieszczono Ministerstwo Bezpieczeństwa Publicznego (1946–1954), Wojewódzki Urząd Bezpieczeństwa Publicznego, akademik Wyższej Szkoły Oficerskiej Ministerstwa Spraw Wewnętrznych, obecnie hotel i agenda Centralnego Biura Śledczego Policji.